# Henry Guerlac
Henry Edward Guerlac, né le 14 juin 1910 à New York et mort le 29 mai 1985 à Ithaca, est un historien des sciences américain. Il a enseigné à l'université Cornell où il était professeur d'histoire des sciences (Goldwin Smith) au sein du département d'histoire (en). Il est spécialiste de l'histoire de la révolution chimique, notamment Lavoisier et Black.

## Biographie
Le père d'Henry est Othon Guerlac, linguiste et Professeur à l'université Cornell à New York. Henry Guerlac apprend le français comme seconde langue et suit son père à Cornell, où il suit en 1932 un cursus en chimie avec un Bachelor of Arts. En 1934 il part à l'université Harvard, où Guerlac obtient son doctorat en histoire européenne en 1941. C'est à cette époque que se développe son intérêt pour l'histoire des sciences, aidé par George Sarton auprès duquel il étudie.

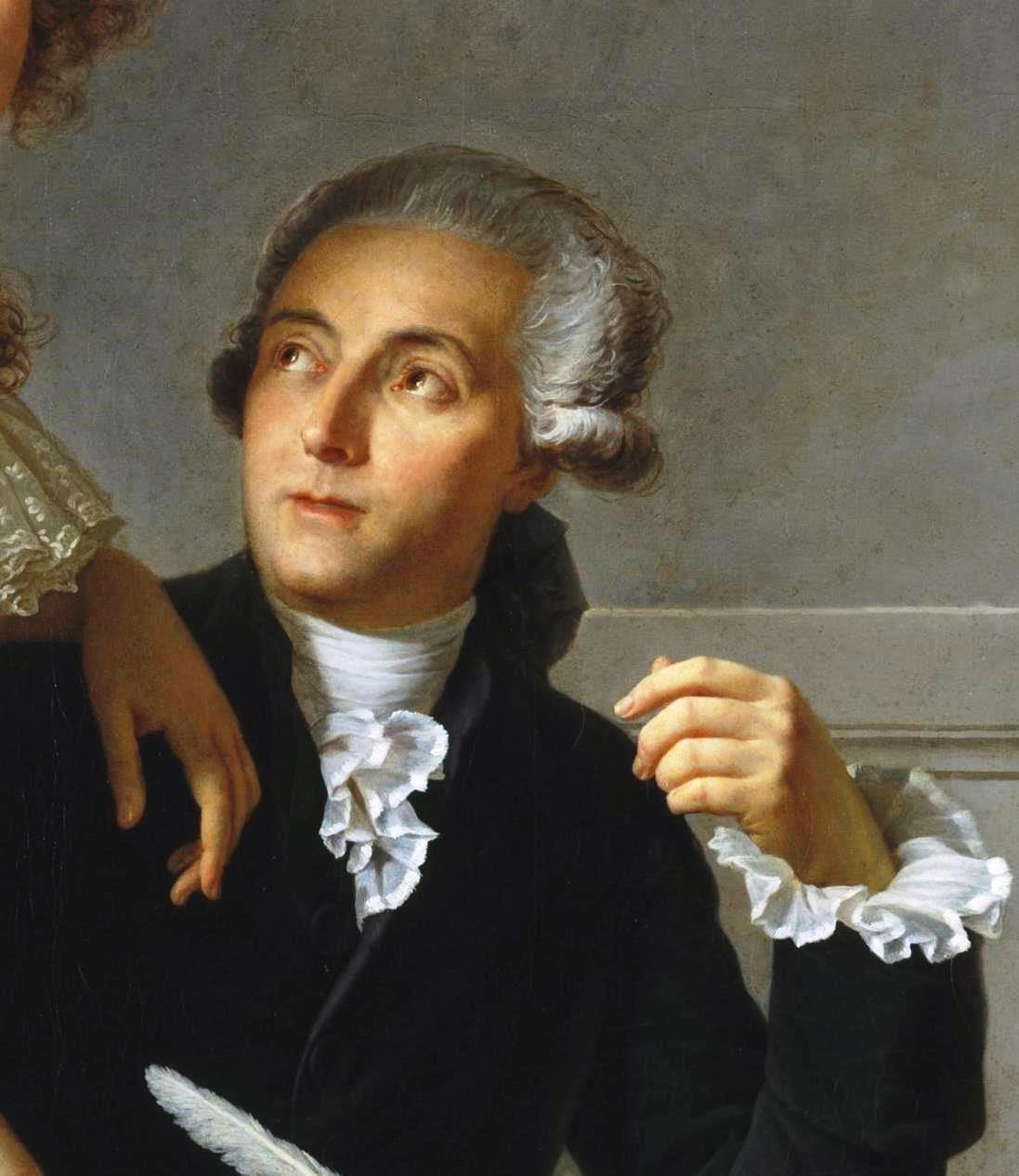
Antoine Lavoisier

Il voyage en Europe et découvre à Paris un manuscrit inédit d'Antoine Laurent de Lavoisier, considéré comme le père de la chimie moderne. Ce manuscrit ainsi que d'autres éléments inédits seront étudiés dans son livre "Lavoisier: The Crucial Year".
Au cours de la Seconde Guerre mondiale, il a écrit, au sein du laboratoire Radiation du MIT avec Marie Boas Hall, "l'histoire du laboratoire et de l'utilisation opérationnelle du radar pendant la guerre". Boas Hall le rejoint plus tard en tant que doctorante à l'Université Cornell, où elle poursuit ses études en 1952 avec lui.
Après son passage à l'université du Wisconsin et au laboratoire Radiation (MIT), il retourne à l'université Cornell. Il y occupe en 1964 la chaire Goldwin Smith de Professeur d'histoire des sciences à Cornell, puis il passe professeur émérite en 1975. Il est également membre du département d'histoire (en).

## Travaux
John Murdoch évoque le « membre d'un triumvirat [avec Marshall Clagett et I. Bernard Cohen, qui]… a établi l'histoire des sciences en tant que discipline reconnue dans les universités américaines »,.
« Henry Guerlac a consacré une grande partie de sa carrière à l'histoire de la révolution chimique et formé avec ses étudiants une véritable école d'études lavoisiennes. ». Outre ses publications sur Lavoisier, Henry Guerlac a également publié plusieurs articles à Joseph Black (1728–1799), médecin et chimiste écossais :

« Avant l'époque où le docteur Black commença ses travaux, on supposait généralement que les solides, une fois parvenus à leur point de fusion, étaient convertis en liquide par l'addition d'une petite quantité de calorique, et qu'alors aussi ils redevenaient solides par une très petite diminution de calorique qui leur avaient été nécessaire pour les amener à cette température. »

— Henry Guerlac

## Prix et distinctions
Il reçoit le prix Pfizer en 1959 de l’History of Science Society pour son livre Lavoisier: The Crucial Year,,,.
Puis il reçoit le prix Dexter (en) en 1972 pour son travail exceptionnel en histoire de la chimie de l'American Chemical Society. En 1973 il est lauréat de la médaille George Sarton, la plus haute distinction décernée par l’History of Science Society. Il a été président de la société de 1957 à 1960. Il bénéficie d'une bourse Guggenheim en 1978.
Il est membre de l'Académie américaine des arts et des sciences depuis 1958 et de l'Académie internationale d’histoire des sciences.

## Décoration
- Chevalier de la Légion d'honneur (1982)[1].

## Publications
- (en) Henry Guerlac, Lavoisier—The Crucial Year : The Background and Origin of His First Experiments on Combustion in 1772, Cornell University Press, 1961 (lire en ligne)[14].
- (en) Henry Guerlac, Antoine-Laurent Lavoisier — Chemist and Revolutionary, Charles Scribner's Sons, New York, 1973.
- Henry Guerlac, Dictionary of Scientific Biography, vol. 2, « Black, Joseph », p. 173–183.
- Henry Guerlac, « Joseph Black and fixed air. II », Isis, vol. 48, no 154,‎ décembre 1957, p. 433–56 (PMID 13491209, DOI 10.1086/348610)
- (en) Henry Guerlac, Newton on the Continent, Ithaca, N.Y., Cornell University Press, 1981, 170 p.[15].